# Getting Acquainted
Getting Acquainted er en amerikansk stumfilm fra 1914 af Charles Chaplin.

## Medvirkende
- Charles Chaplin som Mr. Sniffels
- Phyllis Allen som Mrs. Sniffels
- Mack Swain som Ambrose
- Mabel Normand
- Harry McCoy